# Übereinkommen über das europäische Patent für den Gemeinsamen Markt
Das Übereinkommen über das europäische Patent für den Gemeinsamen Markt ist am 15. Dezember 1975 in Luxemburg unterzeichnet worden. Damit sollte ein Gemeinschaftspatent für alle EG-Staaten geschaffen werden. Weil es nicht von allen Unterzeichnerstaaten ratifiziert wurde, ist es nicht in Kraft getreten.